# المحقق كونان: الرصاصة القرمزية
المحقق كونان: الرصاصة القرمزية (باليابانية: 名探偵コナン色の弾丸، بالروماجي: Meitantei Conan: Hīro no Dangan) هو فيلم أنمي ياباني، وهو الفيلم الـ24 من سلسلة أفلام أنمي المحقق كونان المقتبسة من أنمي المحقق كونان للمانغاكا والمؤلف غوشو أوياما، بعد الفيلم الـ23 من السلسلة والذي عُرضَ في عام 2019 تحت عنوان القبضة اللازوردية.
الفيلم سيسبقه فيلم تجميعي حجة الغياب القرمزية؛ بتناول قصة عائلة أكاي (شويتشي أكاي، ماسومي سيرا، شوكيتشي هانيدا، ميري سيرا).

الصورة الدعائية للفيلم من رسم غوشو أوياما

## القصة
مرة واحدة في كل أربع سنوات، يقام أكبر مهرجان رياضي في العالم الألعاب الأولمبية الصيفية، يصدف أن تستضيف العاصمة طوكيو أحداث الألعاب الأولمبية الصيفية 2020. أثناء البطولة، يتم اختطاف عدد من رعاة البطولة المشهورين. وتنضم عائلة أكاي بأكلمها؛ وفي مقدمتهم شويتشي أكاي عميل مكتب التحقيقات الفيدرالي، وشقيقه الأصغر لاعب الشوغي المحترف شوكيتشي هانيدا، وشقيقتهم الصغرى المتحرية ماسومي سيرا بالإضافة إلى والدتهم الغامضة ميري سيرا. ويتشاركون جميعهم مع كونان إدوغاوا لتحقيق هدف واحد، وهو كشف لغز الرعاة المختطفين.

## الشخصيات
- كونان إيدوغاوا: أداء مينامي تاكاياما
- شينتشي كودو: أداء كابيه ياماغوتشي
- ران موري: أداء واكانا يامازاكي
- كوغورو موري: أداء ريكيا كوياما
- آي هايبرا: أداء ميغومي هاياشيبارا
- شويتشي أكاي: أداء شويتشي إيكيدا
- ماسومي سيرا: أداء نوريكو هيداكا
- شوكيتشي هانيدا: أداء توشيوكي موريكاوا
- ميري سيرا: أداء أتسوكو تاناكا
- سوبارو أوكيا: أداء ريوتارو أوكيايو
- جودي ستارلينغ: أداء ميوكي إيتشيجو
- يومي مياموتو: أداء يو سوجيموتو

## العاملون على الفيلم
- العمل الأصلي: غوشو أوياما.
- الإخراج: توموكا ناغاوكا.
- الكتابة: غوشو أوياما والكاتب تاكهارو ساكوراي.
- الموسيقى: كاتسو أونو.
- الإستيديو: تي إم إس إنترتينمنت.
- التوزيع: توهو.
- إنتاج الأنمي: TMS

## وصلات خارجية
- المحقق كونان: الرصاصة القرمزية على موقع IMDb (الإنجليزية)
- المحقق كونان: الرصاصة القرمزية على موقع ألو سيني (الفرنسية)
- المحقق كونان: الرصاصة القرمزية على موقع فيلمافينيتي (الإسبانية)
- المحقق كونان: الرصاصة القرمزية على موقع قاعدة بيانات الفيلم (الإنجليزية)
- المحقق كونان: الرصاصة القرمزية على موقع ليتربوكسد (الإنجليزية)
- المحقق كونان: الرصاصة القرمزية على موقع كينوبويسك (الروسية)
- الموقع الرسمي لفيلم المحقق كونان